# Principato vescovile di Frisinga
Il principato vescovile di Frisinga (in tedesco: Hochstift Freising) designa i territori dei principi-vescovi con sede a Frisinga. Il principato è uno stato del Sacro Romano Impero; i vescovi di Frisinga ottennero l'immediatezza imperiale come signori temporali intorno all'anno 1294.
I confini del principato e della diocesi di Frisinga, suffraganea dell'arcidiocesi di Salisburgo, non coincidevano. Il territorio del principato comprendeva:
- la città di Frisinga;
- la contea di Ismaning sulla sponda orientale del fiume Isar;
- la signoria di Burgrain nell'Isen;
- la contea di Werdenfels intorno a Garmisch.

Inoltre Frisinga possedeva diverse signorie, fuori dal territorio diocesano, in Baviera, Austria (Waidhofen, Enzersdorf), Stiria (Oberwölz), Carinzia (Cadore), Carniola (Škofja Loka) e Tirolo (San Candido).
I vescovi facevano parte del collegio dei principi ecclesiastici presso la Dieta dell'impero. Durante la dieta di Augusta del 1500 il principato vescovile di Frisinga si unì al Circolo di Baviera. La Reichsdeputationshauptschluss del 1803 pose fine al potere temporale dei vescovi di Frisinga dato alla Baviera. Dopo il Congresso di Vienna del 1815 il territorio passò al Regno di Baviera.